# Tưởng Vị Thủy

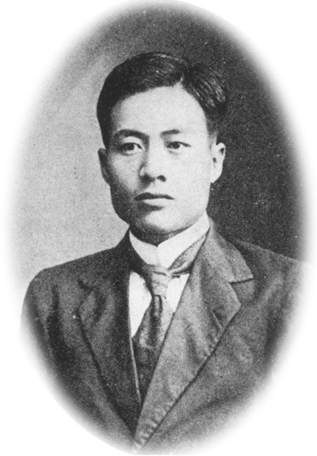
Tưởng Vị Thủy

Tưởng Vị Thủy (chữ Hán: 蔣渭水; 6 tháng 8 năm 1890 – 5 tháng 8 năm 1931) là một thầy thuốc, nhà hoạt động xã hội và nhà hoạt động chính trị trong thời kỳ cai trị của Nhật Bản tại Đài Loan.